# MTU Turbomeca Rolls-Royce
MTU Turbomeca Rolls-Royce (zkratkou MTR) je konsorcium tří evropských výrobců leteckých motorů, společností MTU Aero Engines, Rolls-Royce a Turbomeca. Bylo založeno jako GmbH v roce 1989 za účelem vývoje a výroby turbohřídelového motoru MTR390 o výkonu 950 až 1095 kW určeného pro evropský bitevní vrtulník Eurocopter Tiger.
Konsorcium je organizací nesoucí hlavní odpovědnost za další vývoj, výrobu a servis těchto pohonných jednotek.
Je také jedním ze smluvních partnerů evropské mezivládní organizace pro koordinaci na poli zbrojních zakázek OCCAR.
Sídlem konsorcia je Hallbergmoos u Mnichova, a od roku 2012 v jeho čele stojí Werner Burger.